# كريم الغربي
كريم الغربي ممثل ومسرحي وكوميدي تونسي يعمل حالياً مع قناة الحوار التونسي في برنامج ملا توانسة.

## الأعمال

### الأعمال التلفزية
- دوبلاش على قناة First tv: فقرات كوميدية لاتتعدي 15 دقيقة.[1]
- أنس في مسلسل الريسك على قناة حنبعل: يمثل دور شاب تأثر بالواقع السلفي ويقرر الذهاب للجهاد في سوريا.[2]
- Stand up في برنامج لاباس: يقدم فقرة Stand up وهي فقرة كوميدية.
- صبري لاس فيقاس في سيتكوم دنيا أخرى: يمثل الشاب الذي يسكن حي شعبي وصديقه البرنس الذي فاز بمسابقة اليناصيب توفي في حادث سيارة على حضور صبري الذي أخذ ورقة اليناصيب الرابحة من جيب البرنس بعد موته وتحصل على ثروة.[3]
- أمور جدية: برنامج كوميدي.[4]
- قسمة وخيان وهو مسلسل كوميدي في رمضان 2019.
- 2020: قلب الذيب للمخرج بسام الحمراوي.
- 13 أكتوبر 2020: تقديم برنامج ملا توانسة.[5]

### الأعمال المسرحية
- مسرحية ماهوش موجود التي تحكي عن يوميات الشاب التونسي بعد التخرج وتأثره بالبطالة في تونس.[6]
- مسرحية فيزا "VISA".[7]

## مقالات ذات صلة
- فيصل الحضيري
- بسام الحمراوي
- زين العابدين المستوري
- الصادق حلواس
- وليد الزين
- خولة سليماني